# Born in the Echoes
Albums de The Chemical Brothers
Don't Think
(2012) No Geography
Singles
1. Sometimes I Feel So Deserted
Sortie : 21 avril 2015
2. Go
Sortie : 5 mai 2015
3. Under Neon Lights
Sortie : 23 juin 2015
4. EML Ritual
Sortie : 3 juillet 2015

Born in the Echoes est le huitième album par le duo anglais de musique électronique The Chemical Brothers, publié le 17 juillet 2015 par Virgin EMI Records au Royaume-Uni et par Astralwerks aux États-Unis. Leur précédent album studio était Further, sorti en 2010.L'album a fait ses débuts au numéro 1 au UK Albums Chart.

## Promotion et sortie
Le premier single de l'album, "Sometimes I Feel So Deserted" est sorti le 21 avril 2015.Le deuxième single, "Go", a été publié le 5 mai. "Under Neon Lights" est sorti en tant que troisième single le 23 juin 2015 .
L'album est sorti le 17 juillet 2015. 

## Liste des titres
| 1.    | Sometimes I Feel So Deserted | 5:11 |
| 2.    | Go                           | 4:20 |
| 3.    | Under Neon Lights            | 4:26 |
| 4.    | EML Ritual                   | 5:20 |
| 5.    | I'll See You There           | 4:20 |
| 6.    | Just Bang                    | 5:21 |
| 7.    | Reflexion                    | 6:29 |
| 8.    | Taste of Honey               | 2:59 |
| 9.    | Born in the Echoes           | 3:26 |
| 10.   | Radiate                      | 4:39 |
| 11.   | Wide Open                    | 5:54 |
| 52:25 |                              |      |

| pistes bonus édition Deluxe | pistes bonus édition Deluxe | pistes bonus édition Deluxe | pistes bonus édition Deluxe | pistes bonus édition Deluxe | pistes bonus édition Deluxe | pistes bonus édition Deluxe | pistes bonus édition Deluxe | pistes bonus édition Deluxe | pistes bonus édition Deluxe |
| No                          | Titre                       | Durée                       |                             |                             |                             |                             |                             |                             |                             |
| --------------------------- | --------------------------- | --------------------------- | --------------------------- | --------------------------- | --------------------------- | --------------------------- | --------------------------- | --------------------------- | --------------------------- |
| 12.                         | Let Us Build a City         | 4:34                        |                             |                             |                             |                             |                             |                             |                             |
| 13.                         | Wo Ha                       | 4:30                        |                             |                             |                             |                             |                             |                             |                             |
| 14.                         | Go (Extended Mix)           | 5:54                        |                             |                             |                             |                             |                             |                             |                             |
| 15.                         | Reflexion (Extended Mix)    | 7:19                        |                             |                             |                             |                             |                             |                             |                             |
| 74:12                       |                             |                             |                             |                             |                             |                             |                             |                             |                             |

| Japanese edition bonus tracks | Japanese edition bonus tracks | Japanese edition bonus tracks | Japanese edition bonus tracks | Japanese edition bonus tracks | Japanese edition bonus tracks | Japanese edition bonus tracks | Japanese edition bonus tracks | Japanese edition bonus tracks | Japanese edition bonus tracks |
| No                            | Titre                         | Durée                         |                               |                               |                               |                               |                               |                               |                               |
| ----------------------------- | ----------------------------- | ----------------------------- | ----------------------------- | ----------------------------- | ----------------------------- | ----------------------------- | ----------------------------- | ----------------------------- | ----------------------------- |
| 12.                           | Direct Buki                   | 6:56                          |                               |                               |                               |                               |                               |                               |                               |
| 13.                           | Let Us Build a City           | 4:34                          |                               |                               |                               |                               |                               |                               |                               |
| 14.                           | Wo Ha                         | 4:30                          |                               |                               |                               |                               |                               |                               |                               |
| 15.                           | Go (extended mix)             | 5:54                          |                               |                               |                               |                               |                               |                               |                               |
| 16.                           | Reflexion (extended mix)      | 7:19                          |                               |                               |                               |                               |                               |                               |                               |
| 81:47                         |                               |                               |                               |                               |                               |                               |                               |                               |                               |

| Japanese Tour Edition bonus disc | Japanese Tour Edition bonus disc              | Japanese Tour Edition bonus disc | Japanese Tour Edition bonus disc | Japanese Tour Edition bonus disc | Japanese Tour Edition bonus disc | Japanese Tour Edition bonus disc | Japanese Tour Edition bonus disc | Japanese Tour Edition bonus disc | Japanese Tour Edition bonus disc |
| No                               | Titre                                         | Durée                            |                                  |                                  |                                  |                                  |                                  |                                  |                                  |
| -------------------------------- | --------------------------------------------- | -------------------------------- | -------------------------------- | -------------------------------- | -------------------------------- | -------------------------------- | -------------------------------- | -------------------------------- | -------------------------------- |
| 1.                               | C-H-E-M-I-C-A-L                               | 6:13                             |                                  |                                  |                                  |                                  |                                  |                                  |                                  |
| 2.                               | Sometimes I Feel So Deserted (Skream Remix)   | 9:16                             |                                  |                                  |                                  |                                  |                                  |                                  |                                  |
| 3.                               | Sometimes I Feel So Deserted (C2 Trigger RMX) | 10:22                            |                                  |                                  |                                  |                                  |                                  |                                  |                                  |
| 4.                               | Go (Edge Of Control Dub)                      | 7:12                             |                                  |                                  |                                  |                                  |                                  |                                  |                                  |
| 5.                               | Go (Claude VonStroke Remix)                   | 5:46                             |                                  |                                  |                                  |                                  |                                  |                                  |                                  |
| 6.                               | Go (Special Request Basement Remix)           | 6:44                             |                                  |                                  |                                  |                                  |                                  |                                  |                                  |
| 7.                               | Go (Special Request Warehouse Remix)          | 6:42                             |                                  |                                  |                                  |                                  |                                  |                                  |                                  |
| 8.                               | Wide Open (Kölsch Remix)                      | 8:34                             |                                  |                                  |                                  |                                  |                                  |                                  |                                  |
| 9.                               | Wide Open (Joe Goddard Remix)                 | 10:24                            |                                  |                                  |                                  |                                  |                                  |                                  |                                  |
| 10.                              | Wide Open (By The Light Of The Moon Mix)      | 5:29                             |                                  |                                  |                                  |                                  |                                  |                                  |                                  |
| 76:42                            |                                               |                                  |                                  |                                  |                                  |                                  |                                  |                                  |                                  |